# Ящерица (бот)
«Я́щерица» — парусный бот Каспийской флотилии Российской империи.

## Описание судна
Парусный одномачтовый бот с деревянным корпусом.

## История службы
Бот «Ящерица» был спущен со стапеля Абовской верфи в 1843 году. В следующем 1844 году в составе отряда из 12 судов под командованием лейтенанта Н. А. Аркаса по внутренним водным путям по маршруту Санкт-Петербург — Нева — Ладожское озеро — Вытегра — Мариинский канал — Ковжа — Белое озеро — Шексна — Волга совершил переход в Астрахань. По прибытии в Астрахань бот вошёл в состав Каспийской флотилии России.
Ежегодно в 1845 году выходил в плавания в Каспийское море. В кампании с 1846 по 1848 год выходил в плавания в Эмбенские воды и к берегам Первии. С 1849 по 1852 год вновь выходил в плавания в Каспийское море.
По окончании службы в 1853 году бот «Ящерица» был разобран в Астрахани.

## Командиры судна
Командирами бота «Ящерица» в разное время служили:
- лейтенант П. И. Ристори (1846—1848 годы)[5].